# 瑪利歐與路易吉RPG4 夢境冒險
《瑪利歐與路易吉RPG4 夢境冒險》是一款於2013年由AlphaDream開發並由任天堂發佈的角色扮演電子遊戲，其平台為任天堂3DS。此遊戲是瑪利歐與路易吉RPG系列的第四個遊戲，緊接系列的前三個遊戲《瑪利歐與路易吉RPG》、《瑪利歐與路易吉RPG2》及《瑪利歐與路易吉RPG3!!!》，首次在2013年4月17日的任天堂直面會發布其遊戲內容。此遊戲也是路易吉30周年作品之一。此遊戲於分別於2013年7月12日、7月13日、7月18日和8月11日在歐洲、澳洲、日本及北美發佈。

## 遊戲系統
《瑪利歐與路易吉RPG4 夢境冒險》的遊戲系統與前作相似，都讓玩家操控瑪利歐與路易吉冒險和戰鬥。與前作相同，此遊戲允許玩家在戰鬥中控制瑪利歐與路易吉攻擊、防禦和反擊，並發動各種技能。此遊戲是系列中首個3D遊戲。與前作不同，此遊戲允許玩家在主世界隨意存取遊戲。另外，前作的徽章系統亦得以加強，玩家能為瑪利歐與路易吉裝備多個徽章。
此遊戲主要在3D的主世界中進行，瑪利歐與路易吉能探索周圍的環境，並與怪物戰鬥。但當瑪利歐進入路易吉的夢境時，四周環境就會變成2D，而瑪利歐的同伴就會變成夢幻路易吉。在現實世界中影響路易吉的事物均會對夢境世界產生影響。例如，當玩家觸摸現實世界中路易吉的鬍鬚時，夢境世界中一株貌似路易吉的樹就會移動。隨著劇情推進，夢幻路易吉會獲得更多的技能。
在夢境世界中，戰鬥模式也會變得不同。瑪利歐會聯同夢幻路易吉與一大群敵人戰鬥，而夢幻路易吉會協助瑪利歐同時攻擊多個敵人。而兄弟攻擊則會被「路易吉攻擊」取代。路易吉攻擊是由多個夢幻路易吉發動的。玩家更會在遊戲的某些部份中操控一個巨大的路易吉，其遊戲模式類似前作的巨大庫巴戰鬥。此遊戲的戰鬥系統是由Good-Feel開發的。

## 劇情
在蘑菇王國，碧姬公主、瑪利歐、路易吉與眾多奇諾比奧在收到邀請後乘飛船到艾斯塔特島（日語：マクラノ島），並遇到方塊大叔和Starlow。之後，他們遇到與庫巴合作的蝙蝠王（日語：アックーム）。蝙蝠王意圖奪取能達成一切願望的夢幻石。因此，瑪利歐與路易吉何需要擊敗蝙蝠王。為了拯救艾斯塔特島，瑪利歐進入了路易吉的夢境，並認識了夢幻路易吉和夢幻王子（日語：ユメップ）。最後，瑪利歐與路易吉遇到了庫巴，並粉碎了夢幻石。可是，庫巴吸收了夢幻石的碎片，並進化成夢幻庫巴。瑪利歐與路易吉成功擊敗夢幻庫巴，並拯救了碧姬公主和艾斯塔特島。

## 評價
| 汇总媒体     | 得分   |
| ------------ | ------ |
| GameRankings | 80.65% |
| Metacritic   | 81/100 |

| 媒体          | 得分    |
| ------------- | ------- |
| Edge          | 7/10    |
| Game Informer | 8.50/10 |
| GameSpot      | 8/10    |
| IGN           | 8/10    |
| Joystiq       | [ 14 ]  |

《瑪利歐與路易吉RPG4 夢境冒險》獲得的評價大多為正面的，其背景音樂和娛樂性亦是系列中表現最突出的。兩個匯總評分網站GameRankings和Metacritic分別得出此遊戲的分數為80.65%和81/100。IGN給予此遊戲8/10分，讚揚遊戲的畫質、設計等，但就批評其開頭無聊，以及離開夢境世界後主世界變得平淡無奇。杂志《Edge》給予此遊戲7/10分，讚揚其遊戲系統，但就批評立體人物造形比2D版本差。Game Informer給予此遊戲8.5/10分，並稱讚其延續了系列的精彩。GameSpot給予此遊戲8/10分，並稱讚其戰鬥機制和創新性。而Joystiq則給予此遊戲3.5/5星，批評其無聊的開場白，但就讚揚遊戲具創意。

## 銷售
在發佈一星期後，《瑪利歐與路易吉RPG4 夢境冒險》已於日本售出近10萬套遊戲，但比前作《瑪利歐與路易RPG3!!!》（在發佈一星期後於日本售出近20萬套遊戲）遜色得多。
截至2013年12月31日，此遊戲已於世界各地售出逾200萬套遊戲。